# Mac Studio
A Mac Studio-t 2022. március 8-án mutatta be az Apple. A Mac Studio kisméretű számítógép, amelyet az Apple tervez, gyárt és értékesít. Az első Mac Studio az Apple M1 Max vagy M1 Ultra processzorral készült. A Mac Studio az Apple védjegye, ezért helyesen ékezet nélkül írandó. A Mac Studio a Macintosh termékcsalád négy asztali számítógépének (Mac mini, iMac és Mac Pro) egyike. A Mac Studio technikailag jobb, mint a Mac mini, rosszabb, mint a Mac Pro, az árképzés is ezt támasztja alá.

## Mac Studio számítógépek története
Két változatban mutatta be a Mac Studio-t az Apple 2022. március 8-án. Technikai szempontból a meghatározó különbség a processzor, a kisebb modellt M1 Max, a nagyobbat M1 Pro processzorral látta el az Apple. Az M1 Pro – leegyszerűsítve – két M1 Max processzor közös szilíciumlapkára szerelve, a két processzort saját adatbusz köti össze, így az M1 Pro számszerűen két M1 Max tudását adja. Az M1 Max 10 magos CPU-t és 24 magos GPU-t kínál. A Mac Studio (magasság 95 mm, szélesség 197 mm, mélység 197 mm) hasonlít a Mac minire (magasság 36 mm, szélesség 197 mm, mélység 197 mm). A két Mac Studio súlyban jelentősen különbözik (2,7 kg, illetve 3,6 kg), az eltérés oka az M1 Ultra sokkal nagyobb és súlyosabb hűtőbordája.
A Mac Studio négy Thunderbolt 4 (USB 4) porttal, két USB 3.0 Type-A porttal, HDMI-vel (akár 4K @ 60 Hz), 10Gb Ethernettel és egy fejhallgató-csatlakozóval rendelkezik. Az előlapon két USB-C port (Thunderbolt 4 az M1 Ultra modellen) és egy SD-kártyanyílás (ami támogatja az SDXC kártyákat és az UHS-II buszt) található. A Mac Studio négy 6K monitort képes vezérelni Thunderbolton keresztül, és egy ötödik monitort HDMI-n keresztül.
A legújabb Mac-ekkel ellentétben a Mac Studio bővíthető SSD-tárral rendelkezik. Az SSD azonban a firmware-hez kötött, így csere csak az Apple közreműködésével történhet. Sokan bírálják ezt a döntést, mivel az ellenkezik a javításhoz való joggal.
Második generáció
2023. június 5-én az Apple a fejlesztői konferenciáján (WWDC) bemutatta a Mac Studio Apple M2 processzoros frissítését. A kisebbik Studio Apple M2 Max (12 magos CPU, 30 mag GPU és 16 mag Neural Engine) processzoros, alapkiépítésben 32 GB memóriát és 512 GB SSD-t kínál. A Studio változatlanul jól bővíthető, az előoldalon két USB-C port, egy SDXC-kártyahely, a hátoldalon négy Thunderbolt 4, két USB-A, egy HDMI és egy 10 gigabites Ethernet-port található a 3,5 mm-es fejhallgató-csatlakozó mellett. A nagyobbik Studio az Apple M2 Ultra (24 magos CPU, 60 mag GPU és 32 mag Neural Engine) processzorát kapta meg. A kisebbik két USB-C portja helyett két Thunderbolt 4 portja van, a többi csatlakozója megegyezik a kisebbik Studioéval. Külalakban, méretben és súlyban nincs különbség a korábbi két modellhez képest.

## Mac Studio számítógépek az időben
| A Macintosh számítógépek idővonalon |
| --- |
| A grafikon adatai utoljára 2024. december 10-én frissültek. A szín sötétebb változata az egymást követő gépek megkülönböztetését szolgálja. A színek kezdete a bemutató időpontja, a forgalmazás több esetben is hónapokkal később kezdődött. Megeshet, hogy egy csík végét kitakarja egy másik csík eleje. Előfordul, hogy a gyártás befejezését követően még egy ideig forgalomban marad a Mac adott verziója. A piros vonalak a processzor váltást jelzik. Az idővonal nem tartalmazza az összes Macintosh számítógépet és nem mutatja az összes verziót. Az adatok forrása a MacTracker alkalmazás. |

## Mac Studio összefoglaló táblázat
A grafikon adatai utoljára 2024. december 10-én frissültek. Az egyes eszközök technikai paraméterei a MacTracker alkalmazásból származnak.

| Mac Studio | legkisebb (alap) processzor | legalacsonyabb (alap) órajel (GHz) | CPU mag szám | GPU mag szám | memória kapacitás (GB) | SSD minimum kapacitás (GB) | Wi-fi 802.11        | Bluetooth | Ethernet | USB 3.0 (5Gb/s) | USB-C | Thunderbolt 4/USB 4 | HDMI | SDXC | BejelentésGyártás vége          |
| ---------- | --------------------------- | ---------------------------------- | ------------ | ------------ | ---------------------- | -------------------------- | ------------------- | --------- | -------- | --------------- | ----- | ------------------- | ---- | ---- | ------------------------------- |
| M1 Max     | M1 Max                      | 3,2                                | 10           | 24           | 32                     | 512GB                      | 802.11a/b/g/n/ac/ax | 5.0       | 10GB     | 2               | 2     | 4                   | 1    | 1    | 2022. március 8.2023. június 5. |
| M1 Ultra   | M1 Ultra                    | 3,2                                | 20           | 48           | 64                     | 1TB                        | 802.11a/b/g/n/ac/ax | 5.0       | 10GB     | 2               |       | 6                   | 1    | 1    | 2022. március 8.2023. június 5. |
| M2 Max     | M2 Max                      |                                    | 12           | 30           | 32                     | 512GB                      | 802.11a/b/g/n/ac/ax | 5.0       | 10GB     | 2               | 2     | 4                   | 1    | 1    | 2023. június 5.                 |
| M2 Ultra   | M2 Ultra                    |                                    | 24           | 60           | 64                     | 1TB                        | 802.11a/b/g/n/ac/ax | 5.0       | 10GB     | 2               |       | 6                   | 1    | 1    | 2023. június 5.                 |